# فیلی میلز
فیلی میلز (انگلیسی: Phoebe Mills؛ زادهٔ november ۲, ۱۹۷۲ (۵۲ سال)) ژیمناست هنری و شیرجه‌رو زن اهل ایالات متحده آمریکا است.